# Pettenbrunn
Der Weiler Pettenbrunn ist ein Gemeindeteil der Großen Kreisstadt Freising im oberbayerischen Landkreis Freising.

## Lage
Der Weiler liegt etwa vier Kilometer nordwestlich der Stadtmitte Freising. Im Westen und Süden ist der Ort von Wald umgeben. Im Osten liegt ein Bundeswehrgelände mit einer ehemaligen MIM-23 HAWK-Stellung. Im Norden liegt der nur aus wenigen Häusern bestehende Ort Feldhof. Größere Orte in der näheren Umgebung sind Wippenhausen, Haindlfing und Untergartelshausen.
Nordöstlich von Pettenbrunn lag bis 1960 der Haidberghof. Dieser wurde von der Besitzerfamilie Ende der 1930er Jahre an den Staat verkauft, der dort einen Truppenübungsplatz eingerichtet hatte. 1945 war der Haidberghof, in den letzten Tagen des Zweiten Weltkrieges, der Stützpunkt von Alois Braun, einem Mitglied der Freiheitsaktion Bayern. 1960 wurde der Hof beim Bau der Flugabwehrraketenstellung abgerissen.